# پارتی سیتی
پارتی سیتی (انگلیسی: Party City) شرکت خرده‌فروشی آمریکایی است، که در سال ۱۹۸۶ تأسیس شد.